# Incrustatus comauensis
Incrustatus comauensis is een zachte koraalsoort uit de familie Clavulariidae. De koraalsoort komt uit het geslacht Incrustatus. Incrustatus comauensis werd in 2007 voor het eerst wetenschappelijk beschreven door van Ofwegen, Häussermann & Försterra. 